# Saving Jane

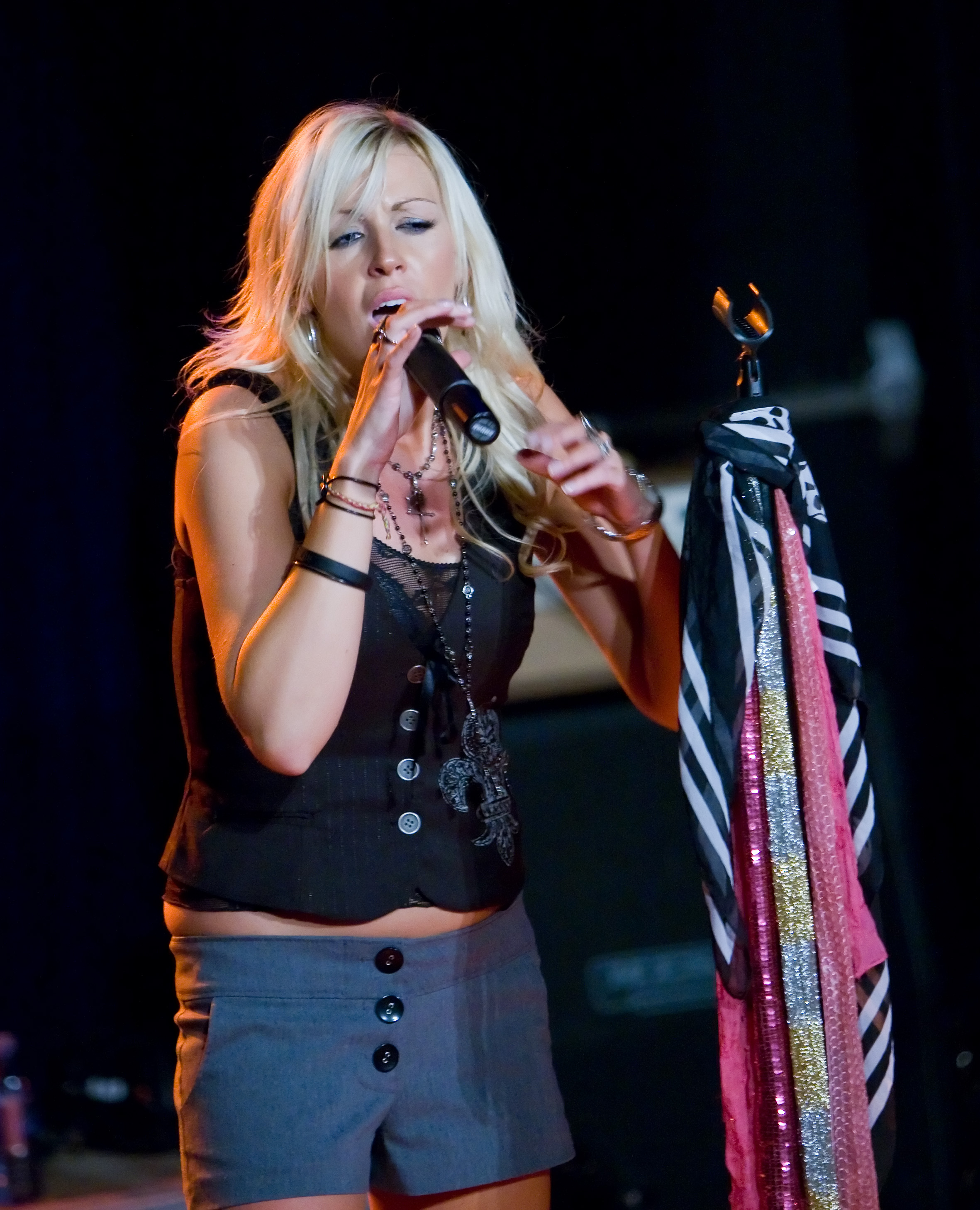
Zangeres Marti Dodson.

Saving Jane is een Amerikaanse band uit Columbus, Ohio. De band bestaat uit Pat Buzzard, Dak Goodman, Brandon Hagan, Eric Flores en zangeres Marti Dodson. In 2006 haalde ze een 27ste plaats in de Amerikaanse Pop 100 met de single Girl Next Door.
Het nummer Supergirl werd onder meer gebruikt als themasong voor IndyCar-coureur Danica Patrick.

## Discografie
Albums
- Something to Hold Onto (2002)
- Girl Next Door (2006)
- One Girl Revolution (2007)
- SuperGirl (2008)

Singles
- Girl Next Door (2006)
- Happy (2006)
- Imperfection (2006)
- One Girl Revolution (2007)
- SuperGirl (2008)
- Breaking Up is Hard to Do (2008)
- Butterflies (2009)